# Jerasa
Jerasa (gr. Γεράσα) – wieś w Republice Cypryjskiej, w dystrykcie Limassol. W 2011 roku liczyła 69 mieszkańców.